# 1968年波兰政治危机
1968年波兰政治危机，又称波兰三月事件（波蘭語：Marzec 1968）是一系列针对波兰人民共和国执政党波兰统一工人党的学生、知识分子的抗议事件。这次危机导致波兰安全部队对全国主要学术机构学生抗议活动及后续波兰持不同政见者的镇压。由于内政部长米奇斯瓦夫·莫查以反犹太复国主义为名发动了反犹太运动，政治危机还引发了大规模移民，最终导致15000名犹太人离开波兰。该事件与捷克斯洛伐克的布拉格之春于同一时期发生，并受到其影响。布拉格之春后遭苏联镇压。

## 波兰对第三次中东战争的反应
1967年5月，埃及与以色列爆发了第三次中东战争（六日战争），以色列占领了西奈半岛，约旦河西岸和戈兰高地。六日战争后，哥穆尔卡追随了苏联反以色列外交政策，谴责“以色列是帝国主义在中东的前哨，然而同阿拉伯民族主义分子相反，哥穆尔卡支持以色列国家的存在，反对清算以色列的口号。波兰政府并未完全敌视以色列，也未全力支持反犹运动。
1967年6月19日，哥穆尔卡在第六次全国代表大会上发表演说：“以色列对阿拉伯国家的侵略，受到了波兰犹太人的欢迎和支持，为此我要发表声明：我们不反对波兰犹太人移居以色列，只要他们愿意，我们不会设置障碍。但我们的立场是，波兰人民只有一个祖国，那就是人民波兰。”

## 华沙抗议
1967年是十月革命50周年，在此期间，波兰举办了一些文艺纪念活动，华沙国家剧院上映了由卡齐米日·德梅克执导，亚当·密茨凯维奇创作的戏剧《先人祭》。密茨凯维奇是19世纪波兰民族解放运动的战士 , 是波兰民族精神的象征 , 亦是波兰伟大的浪漫主义诗人 。
《先人祭》从1967年一直连续上映至1968年1月30日，后来剧院接到通知要求在1月23日和1月30日的两场戏后停演。有人认为，这是因为剧中的反沙俄思想可能被认为是对苏联的影射，并指责莫斯科对波兰文艺的干预。
在1968年1月30日的最后一场戏上，每当舞台上出现反俄画面，华沙的大学生便高呼反俄口号，在谢幕之时，全体观众起立，掌声经久不衰。
演出结束之后，约300名学生步行到密茨凯维奇纪念馆，敬献鲜花，并举行小规模集会。之后警察驱散了群众并拘留了35人。《先人祭》被禁演成为“三月事件”的导火线。
波兰政府将3月的示威定性为“犹太学生”的阴谋，并由此发动了反犹运动。

## 反犹运动
1968年3月11日，PAX协会主管的报刊《通用词》在一篇名为《致华沙学生》的报道中将示威者描述为“犹太复国主义分子”“前斯大林分子”。并指控他们“与西德反波势力勾结”。
同一天波兰统一工人党党报《人民论坛》发表了一份匿名文章。文章称华沙大学学生不顾校长的恳求，高呼反对人民波兰的口号，并攻击“工人活动家”，警察才不得不介入干预。
同时声明运动是一群享有特权的犹太分子（香蕉青年）挑起的。
3月12日，《波兰信使报》发表一份题为《教唆犯》的文章，将学生运动归于具有改革倾向的大知识分子,称他们挑唆学生攻击政府，指责他们同以色列、西德坑靡一气 。